# 湖內庄
湖內庄為臺灣日治時期1920年至1945年間存在之行政區，轄屬高雄州岡山郡；今為高雄市湖內區、茄萣區及路竹區一部份。庄名取自圍仔內、大湖合併而成，庄役場設於圍仔內。

## 行政區劃
湖內地區在清代屬文賢里、長治二圖里，在1897年5月隸屬於鳳山縣大湖辨務署。1898年2月5日，鳳山縣公告劃設區，文賢里分為「圍仔內區、頂茄萣區」、長治二圖里分為「大湖區、竹滬區」。1898年6月28日，鳳山縣被併入臺南縣，大湖辨務署併入阿公店辨務署。1900年4月1日，阿公店辨務署併入鳳山辨務署，改為阿公店支署。1900年2月12日，竹滬區的參軍庄、湖內庄改隸大湖區，圍仔內區的草仔藔庄改為「草地藔庄」。同年11月15日，頂茄萣區併入圍仔內區，竹滬區併入大湖區。1901年11月11日，臺灣的行政區劃改為二十廳，文賢里、長治二圖里隸屬於鳳山廳。1904年4月15日，鳳山廳實施街庄整併。此時的劃分如下：
- 大湖區
  - 長治二圖里：大湖庄、湖內庄、竹滬庄
- 圍仔內區
  - 文賢里：海埔庄、圍仔內庄、頂茄萣庄、崎漏庄

1909年10月25日，臺灣的行政區劃改為十二廳，鳳山廳因此廢止，被併入臺南廳，隸屬臺南廳「阿公店支廳」。1920年10月1日，原堡里鄉澚之行政區廢除，街庄社改為大字，上述街庄合併為高雄州岡山郡湖內庄，轄域內分為湖內、大湖、海埔、竹滬、圍子內、頂茄萣、崎漏等7個大字。
二戰後，湖內庄西側的頂茄萣、崎漏與圍子內之一部分（白砂崙）獨立組成「茄萣鄉」；1950年3月10日，竹滬東半部後改隸「路竹鄉」。
| 1900年     | 1900年   | 1900年                                                                                   | 1920年 | 1920年 | 現在         |
| 堡里       | 區       | 街庄社                                                                                   | 街庄   | 大字   | 區           |
| ---------- | -------- | ---------------------------------------------------------------------------------------- | ------ | ------ | ------------ |
| 文賢里     | 圍仔內區 | 圍仔內庄、葉厝甲庄、廍邊庄、草地藔庄、廟後庄、下注庄、蘇厝庄、外埔庄、白砂崙庄、草地尾庄 | 湖內庄 | 圍子內 | 湖內、茄萣區 |
| 文賢里     | 圍仔內區 | 頂茄萣庄、下茄萣庄、神安庄、新庄                                                         | 湖內庄 | 頂茄萣 | 湖內、茄萣區 |
| 文賢里     | 圍仔內區 | 崎漏庄                                                                                   | 湖內庄 | 崎漏   | 湖內、茄萣區 |
| 文賢里     | 圍仔內區 | 海埔庄、劉厝庄、大爺庄、公館庄、下厝庄、中厝庄、拔仔林庄                                 | 湖內庄 | 海埔   | 湖內區       |
| 長治二圖里 | 大湖區   | 湖內庄、參軍庄                                                                           | 湖內庄 | 湖內   | 湖內區       |
| 長治二圖里 | 大湖區   | 大湖庄、田尾庄                                                                           | 湖內庄 | 大湖   | 湖內區       |
| 長治二圖里 | 大湖區   | 竹滬庄、頂藔庄、中藔庄、三塊藔庄                                                         | 湖內庄 | 竹滬   | 茄萣、路竹區 |

## 區、庄長
- 圍仔內區長
  - 葉宜和：1910~1918年
  - 蘇文治：1919~1920年，曾任楠梓坑公學校訓導
- 大湖區長
  - 林彩澤：1910~1917年
  - 謝長清：1918~1920年
- 湖內庄長
  - 蘇文治：1920~1932年
  - 吳閙寅：1933~1935年，曾任湖內第一公學校訓導、岡山郡役所庶務課雇
  - 角田豐太：1936~1941年
  - 齋藤三喜：1942~1945年，原任燕巢庄長[9]

## 人口
1936年12月底統計總計28,505人，詳細如下：
- 內地人：54人
- 本地人：28,413人
- 朝鮮人：0人
- 外國人：38人

## 設施
- 湖內庄役場
- 大湖信用利用組合
- 文賢信用購買利用組合
- 頂茄萣信用組合
- 南日本鹽業事務所
- 大南製革合資會社
- 新打港

- 學校
  - 大湖公學校（大湖國小）
    - 竹滬分教場（竹滬國小）

  - 圍子內公學校（文賢國小）
  - 頂茄萣公學校（茄萣國小）

- 警察官吏派出所：以下警察官吏派出所由岡山郡警察課管轄[11]：
  - 大湖派出所：管轄湖內、大湖、竹滬
  - 頂茄萣派出所：管轄頂茄萣、崎漏
  - 圍子內派出所：管轄海埔、圍子內
  - 白砂崙派出所：管轄圍子內

## 名勝舊跡
- 明寧靖王墓
- 寧靖王廟